# Kloster Maria Schnee (Lülsfeld)

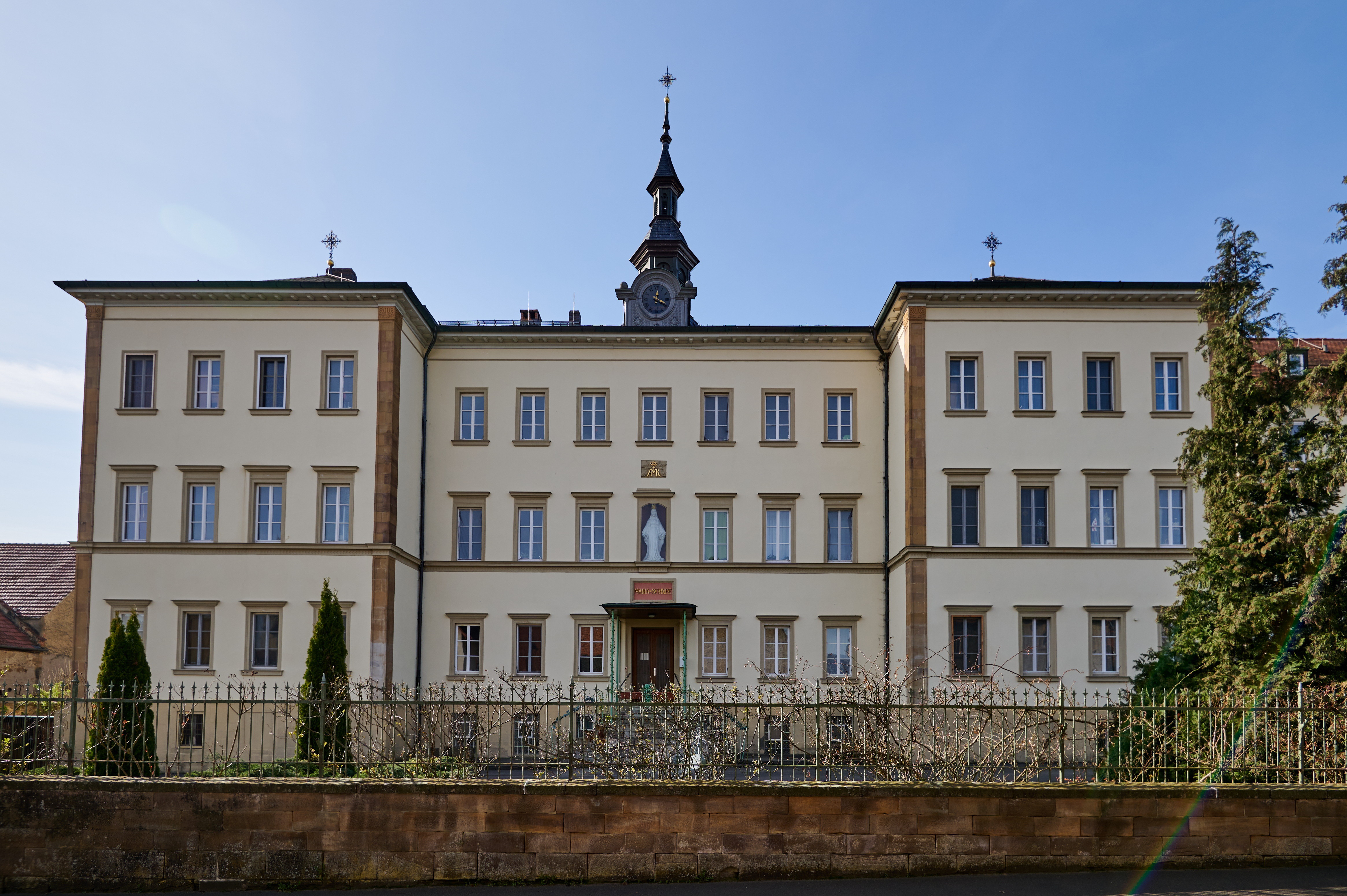
Fassade des Klosters Maria Schnee

Das sogenannte Kloster Maria Schnee (von 1971 bis 1988 Berufsfachschule für Hauswirtschaft; Adresse Rimbacher Straße 13) war eine von 1885 bis 1988 bestehende Einrichtung der römisch-katholischen Kirche in der unterfränkischen Gemeinde Lülsfeld. Zunächst als Krankenhaus geplant, wurde in den Räumlichkeiten später ein Kurhaus und eine Hauswirtschaftsschule untergebracht. Die Anlage wurde von der Kongregation der Töchter vom Allerheiligsten Erlöser betreut.

## Geschichte
Die Geschichte des sogenannten Klosters ist eng mit dem Wirken des Lülsfelder Pfarrers Augustin Bandorf verbunden. Bandorf, der vor seinem Theologiestudium zum Bader ausgebildet worden war, plante in der Gemeinde ein Spezialkrankenhaus zu errichten. Der Geistliche war ein Anhänger der vom Italiener Cesare Mattei entwickelten Elektro-Homöopathie. Im Jahr 1880 begann er ohne nennenswerte Mittel (in der Literatur taucht das wahrscheinlich als symbolisch zu bezeichnende Startkapitel von drei Mark auf) mit dem Bau des Hospitals.
Allerdings musste Bandorf im Jahr 1885 den Bau einstellen. Die Zinsen des von der Darlehenskasse im nahen Eichfeld geliehene Geld waren dem Bauherrn über den Kopf gewachsen. Das Grundstück mit dem Rohbau musste in der Folge versteigert werden, wobei die Lülsfelder Bürgen Bandorfs den Bau erwarben. Noch im gleichen Jahr schaltete sich jedoch auch der Würzburger Bischof Franz Joseph von Stein ein und riet der in seiner Bistumsmetropole ansässigen Kongregation der Töchter des Allerheiligsten Erlösers den Kauf des unfertigen Anwesens.
Die Schwestern planten in den Räumlichkeiten eine Berufsbildungsschule für die weibliche Landjugend einzurichten und außerdem sollte ein Altersheim für Frauen geschaffen werden. Der Kauf wurde am 15. Mai 1885 getätigt, wobei zusammen mit der Generaloberin Dionysia Blank die acht Schwestern unterzeichneten, die zukünftig das Haus bewohnen sollten. Der Spitalbau Bandorfs hatte bereits den Namen „Maria Schnee“ getragen, der Name wurde auf die neue Einrichtung übertragen, wobei sich im Volksmund schnell die Bezeichnung „Kloster“ einbürgerte. Die Schwestern der Kongregation bewohnten das Haus in Klausur, sodass tatsächlich eine klösterliche Einrichtung entstanden war.
Als erste Hausoberin trat am 9. Februar 1886 Schwester Generosa ihren Dienst in Lülsfeld an. Sie stand der Gemeinschaft 32 Jahre lang vor und starb als Emerita im Jahr 1928 im Kloster Maria Schnee. Die Haushaltungsschule eröffnete im September 1886. Bereits 1893 weihte man einen Anbau ein. Das Josephshaus entstand als Kurhaus für erholungsbedürftige Priester. Erst 1931 wurden Josephshaus und Hauptbau miteinander verbunden. Die Lülsfelder Schule konnte schon 1928 die höchste Schülerinnenzahl verzeichnen, als über 100 Mädchen in den Räumlichkeiten unterrichtet wurden.
Im Jahr 1932 erhielt die Schule die staatliche Zulassung durch die Regierung von Unterfranken. 1939 wurde die Einrichtung als ländliche Berufsschule durch die nationalsozialistischen Machthaber neuerlich bestätigt. Bereits im Jahr 1939 lebten mehrere Evakuierte aus der Rheinpfalz in den Räumlichkeiten. Ein Jahr später wurde hier ein Mittellager für Rücksiedler aus Rumänien, Polen und der Tschechoslowakei eingerichtet. Der Unterricht ruhte, während bis zu 280 Personen in den Klosterbauten lebten. Am 15. Oktober 1941 wurde die Schule offiziell aufgelöst.
Am 11. Juni 1945 zog auf Anordnung der amerikanischen Militärregierung das Noviziat der Töchter des Allerheiligsten Erlösers in die Bauten in Lülsfeld. Das Mutterhaus in Würzburg war durch Bombenangriffe fast vollständig zerstört worden. Schon am 10. Oktober 1945 eröffnete die Schule wieder. Am 15. Januar 1952 wurde die Haushaltungsschule als Berufsfachschule anerkannt, erst 1971 erhielt die Anlage unter dem Namen „Berufsfachschule für Hauswirtschaft“ allerdings staatliche Anerkennung. Im Jahr 1980 wurde die Schule zu einer Zweigstelle des Maria Theresienheims in Schweinfurt. Am 31. Juli 1988 schloss das Kloster Maria Schnee aufgrund geringer Schülerzahl.
Bis zum Jahr 2015 lebten weiterhin Klosterfrauen in dem Gebäude am Ortsrand von Lülsfeld. Die letzten Schwestern verließen das Haus am 26. Februar 2015. In den folgenden Monaten wurden Geflüchtete hier untergebracht. Im Jahr 2017 verkauften die Erlöserschwestern die Anlage. Käufer war die Glaubensgemeinschaft „Go&Change“, die in den folgenden Jahren wegen verschiedener Vorwürfe immer wieder in die Schlagzeilen geriet. In der Folge wurden die Baulichkeiten in Lülsfeld mehrfach von der Polizei durchsucht. Das ehemalige Kloster wird vom Bayerischen Landesamt für Denkmalpflege als Baudenkmal eingeordnet.
Wie die Journalisten Eva Hoffmann und Patrick Bauer nach dreijähriger Recherche 2023 in ihrem mehrteiligen Podcast Im Schattenkloster. Chronik einer Gehirnwäsche betont haben, basiert die umstrittene Gemeinschaft „Go&Change“ auf der integralen Theorie Ken Wilbers. Der spirituelle Leiter und „Guru“ der Gruppe, Kai K., würde seinen Machtanspruch und seine sexuellen Übergriffe letztlich mit der Philosophie Ken Wilbers rechtfertigen, so die beiden Journalisten.

## Beschreibung
Das Hauptgebäude präsentiert sich als dreigeschossiger Flachwalmdachbau im Stil des Spätklassizismus. Es bildet eine Dreiflügelanlage mit reicher Fassadengliederung. Die Sockelzone wurde mit kleinen Rechteckfenstern ausgestattet. Darüber erheben sich die Geschosse, die ebenfalls mit Rechteckfenstern geschaffen wurden. Zwischen dem ersten Geschoss und den beiden darüberliegenden verläuft außerdem ein Gesims. Ein weiteres Gesims verbindet das Dach und die Geschosse miteinander. Die vorstehenden Flügel des Baus wurden außerdem mit Eckpilastern ausgestattet.
Besonders reich verziert wurde der zentrale Gebäudetrakt. Oberhalb des in der Hauptachse gelegenen Hauptportals befindet sich in einer an ein Fenster erinnernde Nische eine überlebensgroße Figur der namensgebenden Maria Schnee, die auf die Grundsteinlegung der römischen Kirche Santa Maria Maggiore verweist. Unterhalb der Figur wurde der Name des ehemaligen Klosters als Relief angebracht, darüber findet sich ein weiteres Relief mit dem Kürzel „AMR“, das von zwei geflügelten Putten von einer Krone überragt wird. Dem Dach des Haupttraktes wurde eine Uhr vorgesetzt. Dahinter erhebt sich ein sechseckiger Dachreiter mit Laterne.